# Pithyllis yapoensis
Pithyllis yapoensis is een vlinder uit de familie snuitmotten (Pyralidae). De wetenschappelijke naam van deze soort is voor het eerst geldig gepubliceerd in 2011 door Patrice J.A. Leraut.
De soort komt voor in tropisch Afrika.